# マルツァボット
マルツァボット（伊: Marzabotto）は、イタリア共和国エミリア＝ロマーニャ州ボローニャ県にある、人口約6,900人の基礎自治体（コムーネ）。

## 地理

### 位置・広がり

#### 隣接コムーネ
隣接するコムーネは以下の通り。
- グリッツァーナ・モランディ
- モンテ・サン・ピエトロ
- モンツーノ
- サッソ・マルコーニ
- バルサモッジャ
- ヴェルガート

### 気候分類・地震分類
マルツァボットにおけるイタリアの気候分類 (it) および度日は、zona E, 2341 GGである。
また、イタリアの地震リスク階級 (it) では、zona 3 (sismicità bassa) に分類される。

## 行政

### 分離集落
マルツァボットには以下の分離集落（フラツィオーネ）がある。
- Lama di Reno, Pian di Venola, Sibano

## マルツァボット虐殺
第二次世界大戦中の1944年9月29日から10月5日にかけて、親衛隊少佐ヴァルター・レーダーによって率いられた第16SS装甲擲弾兵師団の部隊がレジスタンスから攻撃されたことへの報復として、子供や女性を含む近隣住民770人以上を組織的に虐殺した事件。現地の教区司祭でレジスタンスの一員であったジョバンニ・フォルナシーニは、虐殺から住民の避難を手助けしたが、虐殺後に住民の遺体を埋葬していたところ射殺された。1998年にカトリックがその功績を認めて列福が行われ、福者に列せられた。